# Spaanse zandloper
De Spaanse zandloper of centrale kleine zandloper (Psammodromus hispanicus) is een hagedis uit de familie echte hagedissen (Lacertidae).

## Naam en indeling
De hagedis wordt wel aangeduid met centrale kleine zandloper. De wetenschappelijke naam van de Spaanse zandloper werd voor het eerst voorgesteld door Leopold Fitzinger in 1826. Lange tijd was er een ondersoort bekend; Psammodromus hispanicus edwardsianus, maar deze wordt niet meer erkend.

## Uiterlijke kenmerken
Deze hagedis is te herkennen aan de lichte halsplooi, hoewel deze niet altijd goed te zien is. De meeste exemplaren hebben een lichtbruine basiskleur en vier gelige lengtestrepen van nek tot staart, onderbroken door smalle, grijze dwarsstrepen die net zo breed zijn als de ruimte ertussen. Daardoorheen is een patroon van rijen kleine zwartbruine vlekjes zichtbaar, dat per variatie iets afwijkt, de buik is oranje-geel van kleur. De totale lichaamslengte is ongeveer veertien centimeter waarvan meer dan de helft bestaat uit staart, het lichaam is ongeveer vijf cm.
De Spaanse zandloper heeft net als andere zandlopers uit het geslacht Psammodromus een langwerpig en rolrond lichaam, dat gekielde schubben draagt. Dit wil zeggen dat de schubben een opstaande rand hebben en een andere kenmerk is dat de schubben elkaar aan de achterzijde overlappen. De punt van de voorste schub is gelegen boven de basis van de achterste schub zodat het pantser steviger wordt.

## Levenswijze
De Spaanse zandloper is een bodembewoner en staat bekend als een schuwe soort die bij verstoring of aanraking piepende geluiden maakt. Het voedsel bestaat uit insecten en andere kleine ongewervelden. De vrouwtjes zetten eieren af op de bodem. Ze produceren twee legsels die bestaan uit twee tot zes eieren.

## Verspreiding en habitat
De Spaanse zandloper komt voor in delen van Spanje, Portugal en een deel van de Middellandse Zeekust van Frankrijk. Het verspreidingsgebied lijkt sterk op dat van de Spaanse muurhagedis (Podarcis hispanicus). De hagedis leeft in open, droge en zanderige plaatsen zoals duinen en zandverstuivingen met wel enige vegetatie, ook stranden zijn een geschikt biotoop. De hagedis wordt aangetroffen tot een hoogte van 1700 meter boven zeeniveau.

### Beschermingsstatus
Door de internationale natuurbeschermingsorganisatie IUCN is de beschermingsstatus 'veilig' toegewezen (Least Concern of LC).